# Euerdorf
Euerdorf es un municipio alemán, ubicado en el distrito de Bad Kissingen, en la región administrativa de Baja Franconia, en el Estado federado de Baviera. Se encuentra en la confluencia del arroyo Sulz con el río Saale.